# Magyarország a 2015-ös cselgáncs-világbajnokságon
Magyarország az Asztanában megrendezett 2015-ös cselgáncs-világbajnokság egyik részt vevő nemzete volt, 16 sportolóval képviseltette magát.

## Eredmények

### Férfi
| Versenyző        | Versenyszám | Selejtező         | 2. forduló                                        | 32-es főtábla                                           | Nyolcaddöntő                                           | Negyeddöntő                                     | Elődöntő          | Vigaszág elődöntő                              | Bronz- mérkőzés   | Döntő             | Helyezés |
| Versenyző        | Versenyszám | Ellenfél Eredmény | Ellenfél Eredmény                                 | Ellenfél Eredmény                                       | Ellenfél Eredmény                                      | Ellenfél Eredmény                               | Ellenfél Eredmény | Ellenfél Eredmény                              | Ellenfél Eredmény | Ellenfél Eredmény | Helyezés |
| ---------------- | ----------- | ----------------- | ------------------------------------------------- | ------------------------------------------------------- | ------------------------------------------------------ | ----------------------------------------------- | ----------------- | ---------------------------------------------- | ----------------- | ----------------- | -------- |
| Zámbori Bence    | 66 kg       |                   | Aleksander Beta · Lengyelország · 100(0)–000(2)   | Gevorg Hacsatrjan · Ukrajna · 000(2)–100(1)             | kiesett                                                | kiesett                                         | kiesett           |                                                |                   |                   |          |
| Ungvári Miklós   | 73 kg       | erőnyerő          | Tohar Butbul · Izrael · 001(0)–000(2)             | André Alves · Portugália · 001(2)–000(2)                | Aljakszej Ramancsik · Fehéroroszország · 100(0)–000(1) | Nakaja Riki · Japán · 000(2)–100(1)             |                   | Odbajar Ganbaatar · Mongólia · 000(0)–010(1)   |                   |                   | 7.       |
| Csoknyai László  | 81 kg       | erőnyerő          | Alain Schmitt · Franciaország · 101(1)–000(1)     | Szaidcsamol Alimardonov · Tádzsikisztán · 102(0)–000(1) | Avtandili Tchrikishvili · Grúzia · 000(2)–100(1)       | kiesett                                         | kiesett           |                                                |                   |                   |          |
| Krizsán Szabolcs | 81 kg       | erőnyerő          | Nemanja Majdov · Szerbia · 000(0)–000(2)          | Antoine Valois-Fortier · Kanada · 000(1)–010(1)         | kiesett                                                | kiesett                                         | kiesett           |                                                |                   |                   |          |
| Tóth Krisztián   | 90 kg       |                   | erőnyerő                                          | Milan Randl · Szlovákia · 101(0)–000(1)                 | Alexandr Jurečka · Csehország · 010(2)–000(1)          | Kirill Gyenyiszov · Oroszország · 000(2)–000(0) |                   | Baker Masu · Japán · 000(2)–001(2)             |                   |                   | 7.       |
| Vér Gábor        | 90 kg       |                   | erőnyerő                                          | Asley Gonzalez · Kuba · 000(2)–001(2)                   | kiesett                                                | kiesett                                         | kiesett           |                                                |                   |                   |          |
| Cirjenics Miklós | 100 kg      |                   | Luciano Corrêa · Brazília · 000(1)–000(0)         | kiesett                                                 | kiesett                                                | kiesett                                         | kiesett           |                                                |                   |                   |          |
| Fogasy Gergő     | 100 kg      |                   | Saidzhalol Saidov · Tádzsikisztán · 101(1)–000(2) | Dimitri Peters · Németország · 000(1)–110(0)            | kiesett                                                | kiesett                                         | kiesett           |                                                |                   |                   |          |
| Bor Barna        | +100 kg     |                   | erőnyerő                                          | Freddy Figueora · Ecuador · 003(0)–000(0)               | Islam El Shehaby · Egyiptom · 100(0)–001(3)            | Kim Sung-Min · Dél-Korea · 000(1)–110(0)        |                   | Andre Breitbarth · Németország · 000(0)–100(0) |                   |                   | 7.       |

### Női
| Versenyző        | Versenyszám | Selejtező                                         | 32-es főtábla                                | Nyolcaddöntő                                    | Negyeddöntő                                | Elődöntő          | Vigaszág elődöntő                               | Bronz- mérkőzés   | Döntő             | Helyezés |
| Versenyző        | Versenyszám | Ellenfél Eredmény                                 | Ellenfél Eredmény                            | Ellenfél Eredmény                               | Ellenfél Eredmény                          | Ellenfél Eredmény | Ellenfél Eredmény                               | Ellenfél Eredmény | Ellenfél Eredmény | Helyezés |
| ---------------- | ----------- | ------------------------------------------------- | -------------------------------------------- | ----------------------------------------------- | ------------------------------------------ | ----------------- | ----------------------------------------------- | ----------------- | ----------------- | -------- |
| Csernoviczki Éva | 48 kg       | erőnyerő                                          | Diana Cobos · Ecuador · 100(0)–000(0)        | Violeta Dumitru · Románia · 100(0)–000(0)       | Paula Pareto · Argentína · 000(1)–100(1)   |                   | Kondo Ami · Japán · 000(0)–100(0)               |                   |                   | 7.       |
| Karakas Hedvig   | 57 kg       | Giulia Quintavalle · Olaszország · 000(1)–000(2)  | Yadinys Amaris · Kolumbia · 000(0)–000(1)    | Sabrina Filzmoser · Ausztria · 000(0)–000(1)    | Corina Căprioriu · Románia · 001(0)–100(0) |                   | Marti Malloy · Egyesült Államok · 000(1)–010(1) |                   |                   | 7.       |
| Szabó Franciska  | 63 kg       | erőnyerő                                          | Bak Jiyun · Dél-Korea · 000(2)–101(2)        | kiesett                                         | kiesett                                    | kiesett           |                                                 |                   |                   |          |
| Mészáros Anett   | 70 kg       | Katarzyna Kłys · Lengyelország · 000(3)–000(1)    | kiesett                                      | kiesett                                         | kiesett                                    | kiesett           |                                                 |                   |                   |          |
| Gercsák Szabina  | 70 kg       | Gulnoza Matniyazova · Üzbegisztán · 000(0)–002(2) | kiesett                                      | kiesett                                         | kiesett                                    | kiesett           |                                                 |                   |                   |          |
| Salánki Evelin   | 78 kg       | erőnyerő                                          | Yoon Hyunji · Dél-Korea · 000(0)–101(1)      | kiesett                                         | kiesett                                    | kiesett           |                                                 |                   |                   |          |
| Joó Abigél       | 78 kg       | erőnyerő                                          | Ivana Maranic · Horvátország · 110(0)–000(3) | Audrey Tcheuméo · Franciaország · 000(1)–100(0) | kiesett                                    | kiesett           |                                                 |                   |                   |          |